# Falcatifolium taxoides
Falcatifolium taxoides es una especie de conífera perteneciente a la familia  Podocarpaceae que es endémica de Nueva Caledonia.
La especie es el único huésped de la única conífera parásita conocida, Parasitaxus usta. Esta crece como un pequeño arbusto o pequeño árbol en las raíces de Falcatifolium taxoides. Sin embargo, no está claro cómo afecta el parásito al crecimiento y la propagación de Falcatifolium taxoides.

## Fuente
- Conifer Specialist Group 1998.  Falcatifolium taxoides.   2006 IUCN Red List of Threatened Species.     Bajado el 10-07-07.